# 1316 Kasan
1316 Kasan (1933 WC) là một tiểu hành tinh bay qua Sao Hỏa được phát hiện ngày 17 tháng 11 năm 1933 bởi G. Neujmin ở Simeis.